# Francesco Angelini (1887-1964)
Francesco Angelini (Rotella, 30 novembre 1887 – Ancona, 12 luglio 1964) è stato un farmacista, imprenditore e politico italiano, fondatore dell'omonima industria farmaceutica e primo importatore italiano della vitamina B12.

## Biografia

### Origini
Di modeste origini familiari (il padre è un mugnaio), segue con profitto gli studi elementari e medi, convincendo i genitori ad affrontare enormi sacrifici per consentirgli di conseguire la laurea in Farmacia, conseguita alla Scuola di Farmacia dell'Università degli Studi di Camerino nel 1909. Nello stesso anno, trasferita nel frattempo la sua residenza ad Ancona, deve assolvere gli obblighi di leva, motivo per cui lavora per un breve periodo nella farmacia notturna della città. Continua poi a perfezionarsi al corso allievi ufficiali farmacisti presso l'ospedale militare di Torino, dove viene promosso sottotenente medico. Da Torino viene trasferito prima alla farmacia militare di Novara e quindi all'ospedale militare di Ancona, potendo così riprendere l'attività presso la farmacia notturna.
Nel 1912, congedatosi dal servizio, coi risparmi di questi primi anni e un prestito di 9.000 lire raccolto tra parenti ed amici rileva una piccola farmacia della città dove inizia la produzione di farmaci non complessi a grande richiesta. Gli affari gli vanno senz'altro bene perché già tre anni dopo può completamente onorare il notevole prestito ricevuto. Ma il 1915 è anche l'anno di entrata dell'Italia nella Prima guerra mondiale, che per Angelini comporta l'ovvio richiamo alle armi e la qualifica di ufficiale farmacista negli ospedali militari e da campo.
La guerra frena le sue ambizioni imprenditoriali ma si rivela un'esperienza preziosa per rendersi conto delle gravi difficoltà in cui si trova l'industria chimico-farmaceutica italiana, conseguenza della più generale debolezza del settore chimico che, esclusi i fertilizzanti, è ancora lontano dal competere con le grandi industrie del nord Europa. Una parte irrisoria della domanda nazionale è coperta dalla Carlo Erba di Milano e dalla Schiapparelli di Torino, con la guerra e la notevole domanda di medicinali per i feriti sono stati attivati numerosi laboratori, e seppure non manchino le frodi la riduzione delle importazioni è comunque minima, tanto che l'Italia produce diversi medicamenti, sia semplici che composti, ma rimane dipendente dal mercato estero per i preparati base (acetanilide, acido salicilico, antipirina, aspirina, ecc).

### Attività industriale
Cessate le ostilità torna a gestire la sua farmacia di Ancona, alla quale abbina un primo laboratorio per la fabbricazione di medicinali nel quale lavorano inizialmente tre operai. Per la sua gestione costituisce la Aziende Chimiche Riunite Angelini Francesco (ACRAF), primo nucleo del gruppo farmaceutico Angelini tuttora esistente, ma è di questo periodo il suo primo avvicinamento all'esperienza politica, anch'essa frutto della tragica esperienza della guerra. Nel 1919 si iscrive al Partito Repubblicano, formazione che nella zona romagnolo-marchigiana vanta vasti e solidi legami popolari. Nelle elezioni amministrative dell'autunno 1920 viene eletto consigliere comunale e l'anno successivo assume la carica di assessore all'igiene.
L'avvento del regime mussoliniano e la progressiva fascistizzazione delle istituzioni interrompe questa prima esperienza nel 1924, anno in cui Angelini si ritira dalla vita pubblica per dedicarsi unicamente alla sua impresa che, nel frattempo, è andata assumendo un carattere sempre più industriale. L'Acraf è passata da tre a diverse decine di operai e la produzione, oltremodo diversificata, si è trasferita dal primo laboratorio a un capannone ubicato appena fuori città. Nel 1926 all'Acraf viene affiancata la Industrie Chimiche Italia centrale (ICIC), una società che si specializza nel settore degli oli vegetali e che acquista 300 ettari di terra nella provincia anconetana per la coltivazione del ricino. L'olio ricavato è però utilizzato solo in minima parte nella farmaceutica: il grosso della produzione viene venduto al Ministero dell'aeronautica che lo impiega come lubrificante per i motori di aeroplano.
Gli impianti di spremitura sono utilizzato anche per la lavorazione dei semi di lino, il cui olio è all'epoca usato per i saponi, i grassi idrogenati e come surrogato della gomma.

### Seconda guerra mondiale
Angelini si mantiene sempre neutrale nei confronti del regime, del quale sa però sfruttare i vantaggi della politica economica favorevole all'industrializzazione del Paese. Le provvidenze di legge sul lavoro operaio (migliori salari, previdenza sociale, etc) hanno risolto il problema della manodopera e i vertici societari possono tranquillamente preoccuparsi di sviluppare il fondamentale settore della ricerca. Gli impianti di ACRAF e ICIC diventano negli anni '30 delle vere e proprie fabbriche con centinaia di operai e ricercatori scientifici di prim'ordine per la creazione di nuovi preparati. Con la guerra l'attività delle due società si intensifica, specie per la grande richiesta di medicinali da inviare negli ospedali da campo, ma con la piega avversa del conflitto e il mutamento delle sue sorti militari arrivano i bombardamenti, che distruggono quattro dei cinque capannoni di ACRAF e l'intero impianto dell'ICIC. Trasferite previdentemente numerose attrezzature in un capannone nella provincia, a Castelferretti, può proseguire la sua attività con circa 250 operai in modo da venire incontro ai bisogni alle popolazioni delle Marche e dell'Abruzzo.

### Dopoguerra e ritorno alla politica
Per la ricostruzione delle sue attività Angelini esclude a priori di rivolgersi ai piani di aiuto sia italiani che americani. Predisposto un progetto lo sottopone ad alcune banche, dalle quali ottiene un prestito di circa mezzo miliardo di lire, una cifra enorme per l'epoca, ma che testimonia anche la grande affidabilità dei suoi progetti e certamente sua personale. Questa scelta è motivata dal voler evitare i tempi lunghi della burocrazia ministeriale, e per non rischiare di trovarsi senza materiali da costruzione, problema comune nel periodo della ricostruzione, utilizza una parte del danaro per rilevare una fornace da far lavorare quasi esclusivamente per le sue imprese, riservando una quota della produzione alla vendita per ammortizzare il danaro investito.
Come già per l'altrettanto notevole prestito del 1912 la sua abilità imprenditoriale gli consente di onorare tutti gli impegni assunti e di ampliare l'attività del gruppo dalla produzione delle materie prime alla vendita dei prodotti all'ingrosso e al minuto. Fidando in un fatturato che supera nel 1950 i 300.000.000 di lire ne reinveste buona parte nell'apertura di nuove sedi e nel rilievo di preesistenti attività industriali come a Roma, dove la locale sede dell'ACRAF effettua ricerca per la produzione allo stabilimento della Romana Vernici, azienda dove si producono coloranti ed alcune materie prime impiegate in altre fabbriche del gruppo. Per la vendita dei medicinali costituisce la Fa.Ma. (Farmaceutica Maceratese) e la Farmasarda con sede a Sassari. Ulteriori poli produttivi sono la Fater (Farmaceutici Aterno, ex Fratelli Bucco rilevata nel 1956 a Pescara), e uno stabilimento appositamente aperto a Trani dove si distilla l'alcool e si producono liquori e cremortartaro. Due ulteriori società anonime con sede a Roma, la Giacobbi e la Farmaceutica latina, infine, gestiscono alcune farmacie nella capitale.
Di tutte queste realtà Angelini è Presidente o amministratore unico.
Nel 1948 torna anche all'impegno politico nel Partito Repubblicano Italiano: viene eletto nuovamente consigliere comunale e dal 1950 alla morte, con un intervallo di pochi mesi tra il 1950 e il 1951, è sindaco di Ancona, della quale guida la delicata fase della ricostruzione con piglio imprenditoriale. Nel 1952 è nominato Cavaliere del lavoro e, in seguito, Grand’Ufficiale dell'Ordine al merito della Repubblica.
Nel 1958 Angelini fonda a Pescara la Fater SpA.
Le origini dell'azienda risalgono al 1867 quando i fratelli Beniamino, Vito e Federico Bucco fondarono l'azienda chimico-farmaceutica "F.lli Bucco", a Pescara. L'azienda viene rilevata da Francesco Angelini nel 1958 che la ribattezza Fater, acronimo di "Farmaceutici Aterni" ad indicare il core business dell'impresa e la sua localizzazione nella città di Pescara, mediante il richiamo al nome del fiume Aterno e all'antico toponimo Aternum di Pescara.